# La orden de Cluny en Gran Bretaña

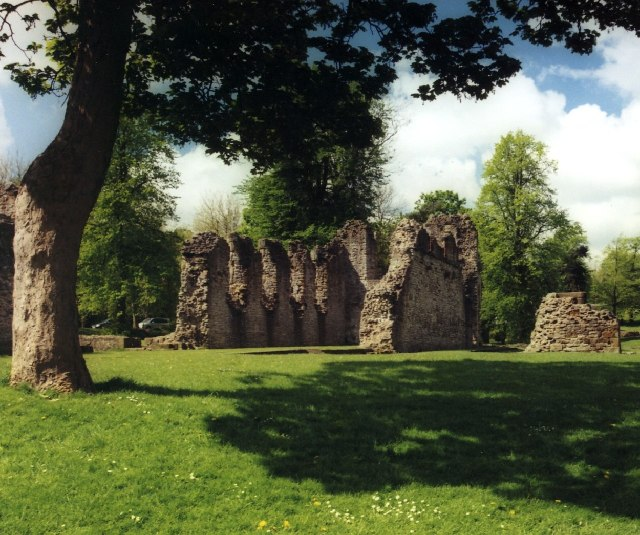
El Priorato de Dudley, fundado en el en el homónimo poblado.

En la Edad Media, a partir del s. XI, la orden de Cluny estableció un número de casas religiosas en los reinos de Inglaterra y de Escocia.

## Historia
Tradicionalmente, la Regla de san Benito establecía que cada monasterio tendría que ser independiente del resto; esto hace problemática la reforma si la disciplina decae y además dificulta el empeño monástico de no caer presa de la influencia feudal local, que frecuentemente resultaba en la posición del abate volviéndose sinecura de los nobles. La reforma clunicense, el primer intento importante para ofrecer una respuesta institucional a estos asuntos, buscó resolverlos haciendo que todos los monasterios fuesen filiales de la abadía de Cluny misma, tornándose los monasterios en prioratos de Cluny. Órdenes posteriores – como las de la Cartuja– nacieron ya con esta jerarquía, y los benedictinos modernos se organizan en familias con responsabilidad mutua, p. ej. la congregación inglesa benedictina y la congregación casinesa del Subiaco. Empero, apenas un siglo después de su fundación, el priorato de Monk Bretton  en Yorkshire cesó de ser clunicense, y quedó benedictino, puro y simple, hasta la Disolución de los Monasterios por Enrique VIII.
Aquellos monasterios más grandes que células se llamaron prioratos, simbolizando su subordinación a la abadía de Cluny en Burgoña. El prior de St Pancras en Lewes fue usualmente el vicario-general del Abad de Cluny para Inglaterra y Escocia. Puesto que la cabeza de su orden era la Abad en Cluny, todos los  miembros del orden en Gran Bretaña debieron embarcarse a Francia para visitar Cluny para consultar o ser consultado, a no ser que el Abad haya electo visitar Gran Bretaña, viaje que realizó cinco veces en el siglo XIII y dos veces en el siglo XIV.
En 1056, el primer convento cluníaco fue fundado en Marcigny y ya luego otros conventos siguieron, incluyendo los de las islas británicas.  Las monjas en Cluny fueron siempre una pequeña minoría.
En Inglaterra, había treinta y cinco prioratos cuando Enrique VIII ordenó la disolución de los Monasterios en el siglo XVI; había además tres en Escocia, donde los poderes de Enrique no alcanzaban.

## Lista de prioratos

### Inglaterra
- Arthington Priory, Yorkshire (monjas)
- Barnstaple Priory, Devon
- Abadía de Bermondsey, Londres
- Bromholm Priory, Norfolk
- Priorato del Castillo de Acre, Norfolk
- Daventry Priory, Northamptonshire
- Delapré Abbey, Northampton (monjas)
- Priorato Cluníaco de Derby, Derby
- Dudley Priory, Dudley, en los Midlands del poniente
- Faversham Abbey, Kent –  Abadía cluníaca autónoma
- Abadía de Glastonbuty, Somerset – autónoma pero cluníaca entre 1120 y 1170 con Abad Enrique de Blois, Obispo de Winchester
- Kerswell Priory, Devon
- Lenton Priory, Nottingham
- Lewes Priory, Sussex
- Monje Bretton Priory, Yorkshire
- Monkton Farleigh Priory, Wiltshire
- Montacute Priory, Somerset
- Pontefract Priory, Yorkshire
- Prittlewell Priory, Essex
- Abadía de Reading, Berkshire – Abadía autónoma cluníaca
- St Andrew  Priory, Northampton
- St Mawgan Monastery, Cornwall
- St Pancras Priory, Lewes, Sussex
- Stansgate Priory, Essex
- Priorato de Thetford, Norfolk
- Tickford Priory, Buckinghamshire
- Wangford Priory, Suffolk
- Wenlock Priory, Shropshire

### Escocia
- Crossraguel Abbey, Ayrshire
- Abadía de Paisley, Renfrewshire
- Abadía de Renfrew, Renfrewshire